# Långängsbanan
Långängsbanan var en cirka 1200 meter lång lokal spårvägs- respektive järnvägslinje i kommundelen Stocksund i Danderyds kommun. Linjen trafikerades  mellan den 15 oktober 1911 och den 25 september 1966 mellan Stocksunds station och Långängstorp i östra Stocksund. Linjen invigdes med normalspår men spikades 1934 om till om smalspår 891 mm. Den gamla sträckningen finns kvar än idag men är numera huvudsakligen gång- och cykelbana.

## Bakgrund
Djursholmsbanan hade 1890 dragits längs Valevägen från anknytningspunkten Ösby på Roslagsbanan till Sveavägen i Djursholm, samt därifrån vidare genom Djursholm. Men tidigt fanns planer på en genare sträckning, från Stocksund via Långängen till Sveavägen. Den nya köpingen Djursholm hade 1902 förvärvat Djursholms AB och önskade ytterligare spårförbindelser med Stockholm. Man var dock inte helt nöjda med SRJ som drev Djurholmsbanan, utan önskade såväl konkurrens som en möjlighet för tågen att trafikera Stockholms spårvägsnät. Av den anledningen lämnade man 1904 in en koncessionsansökan för en normalspårig spårväg mellan Djursholm och Stocksund, vilken avsågs att i senare skede kompletteras med en länk till Stockholms nät. Ansökan följde inte helt de tidigare planerna utan spårvägen planerades att delvis gå i gata, bland annat via Vasavägen genom Stocksund.
Detta ogillades dock av SRJ som inte önskade konkurrens och för Långängen var det viktigt att förbindelsen med Stockholm anordnades så snart som möjligt. En konkurrerande koncessionsansökan lämnades därför in av SRJ sent samma år gällande en smalspårig järnväg och för denna förvärvade SRJ och Långängens ägare gemensamt mark för 35 000 kronor av Stockby AB 1905. Denna ansökan följde väsentligen järnvägsreservaten från Stocksund till Djursholm och gillades därför av Stocksunds municipalsamhälle, eftersom man skulle slippa tåg i gatorna. I Djursholm ogillades å andra sidan att SRJs koncessionsansökan innehåll en möjlighet att använda koleldade tåg, då man av miljöskäl ansåg att ett krav på elektriska fordon var erforderligt. Sedan 1895 trafikerades Djursholmsbanan med elektriska tåg, eftersom Stockholms stad ställt detta som krav för sträckan mellan Östra station och Engelbrektsplan. Om SRJ valde trafik med ångtåg riskerades alltså inte bara miljön lokalt, utan även den direkta linjen till Engelbrektsplan.
Under de följande åren sökte de båda konkurrenterna att blidka såväl varandra som Kungl. Maj:t. 1907 utvecklade Djursholm sitt förslag med en förbindelse till Stockholm via en spårväg på västra sidan Brunnsviken till Haga Norra dit spårväg var under utbyggnad. Vidare framförde man förslag på en framtida tunnelbana under Sveavägen (i Stockholm) ner till Kungsgatan, som skulle trafikeras av samtliga spårvägslinjer norrifrån, till exempel även tåg från Råsundabanan. Vidare önskade man bygga ytterligare en gren via Ösby genom Djursholms inre till Danderyd. SRJ å sin sida svarade 1908 genom att erbjuda en slinga för Djursholmsbanan genom Djursholms inre utgående från Ösby, vilket det avtalades om. 1909 avgjorde Kungl. Maj:t koncessionsfrågan till SRJ:s fördel.
I Djursholm ville man dock fortsatt ha slingan man blivit lovad, samtidigt som intresset för att sammanbinda Långängen med Djursholm rimligen minskat då SRJ ändock skulle driva banan. Man kunde nu enas om en ny koncessionsansökan, för en kortare och billigare spårväg, endast sträckan Stocksund-Långängen. I samband med detta ändrades även spårvidden till normalspår. Då enighet nu rådde beviljades denna ansökan snabbt, redan 1910.
Långängsbanan blev därmed en ren lokal angelägenhet inom Stocksund och Långängen. Finansieringen löstes genom att ägarna av Långängen (som genom spårvägen kunde sälja fastigheterna snabbare och dyrare) gjorde en aktieteckning av 100 000 kronor i Stockholm–Rimbo Järnvägsaktiebolag (SRJ) som skulle bekosta bygget.
Enligt ett besiktningsprotokoll från oktober 1911 borde största tillåtna hastighet på linjen fastställas till 30 km/h, i kurvor med radie av 30 meter eller mindre dock 10 km/h och i spårslingorna 5 km/h. Den 13 oktober 1911 fick SRJ "tillstånd att upplåta berörda spårväg [Stocksund - Långängen] för allmän persontrafik".
Linjen hade tre hållplatser: dels Stocksunds station, dels Stockby på Stockby gårds mark vid Norevägen (numera Villavägen) och dels Långängstorp (från början Långängen). Hållplatsen vid Norevägen låg ursprungligen 800 meter från Stocksund och till slutstationen i Långängen var avståndet från Stocksund drygt 1200 meter. Vid Stockby (Norevägen) liksom vid Långängens hållplats fanns väntkurar, ritade av arkitekt Sigge Cronstedt, som även stod bakom samtliga stations- och hållplatsbyggnader utefter Djursholmsbanan, Mörby verkstäder och Djursholmsbanans elverk. Väntkurarna var formgivna i nationalromantisk stil med fornnordiska inslag. Typiskt var stationsnamnet som krönte husens taknock. Hur en sådan väntkur såg ut kan man fortfarande se på Roslagsbanans hållplats Vendevägen. Vid Långängen fanns även en 12 meter lång perrong.
År 1925 förlängdes linjen så att den kom något närmare stationen i Stocksund. Det fanns även ett kort hamnspår från Stocksunds station ner till Stocksunds hamn. Banan trafikerades oftast med en ensam vagn, kallad "Lådan".

## Historiska bilder

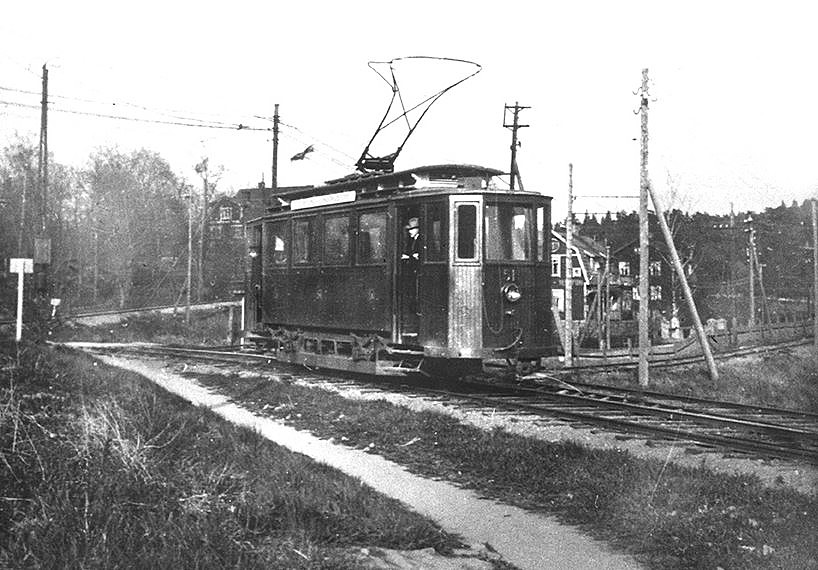
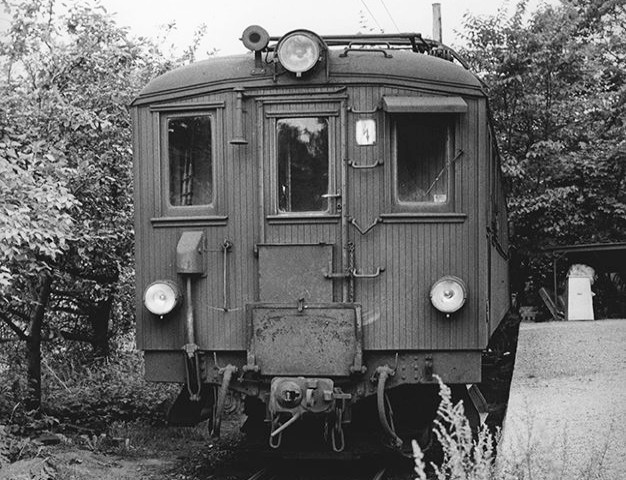
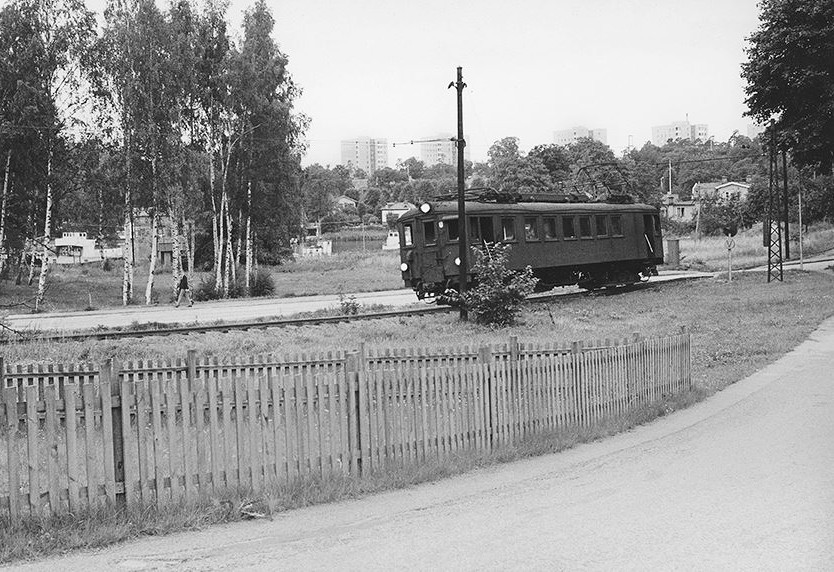
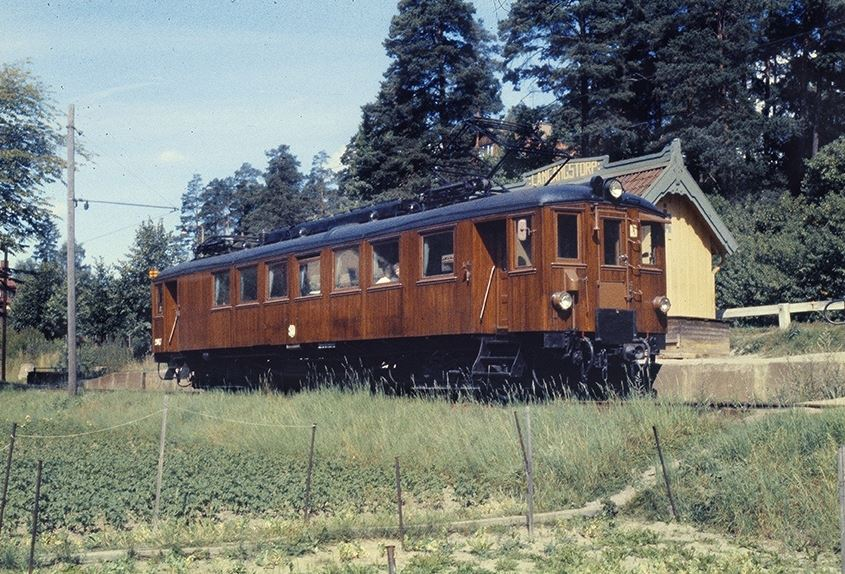

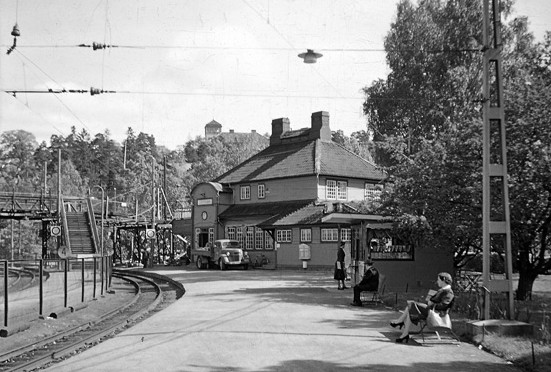
"Stocksund"
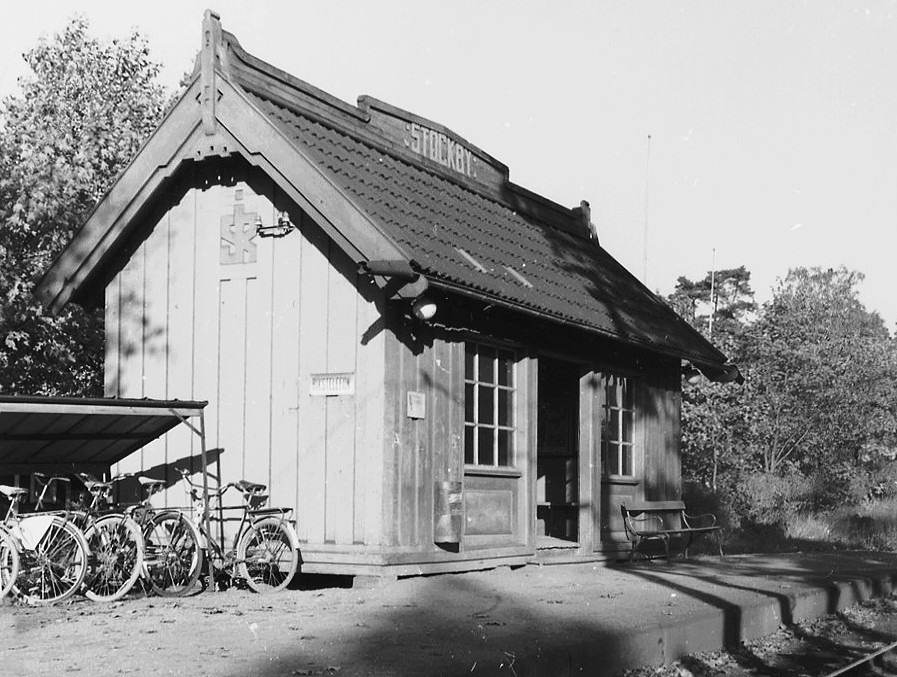
"Stockby"
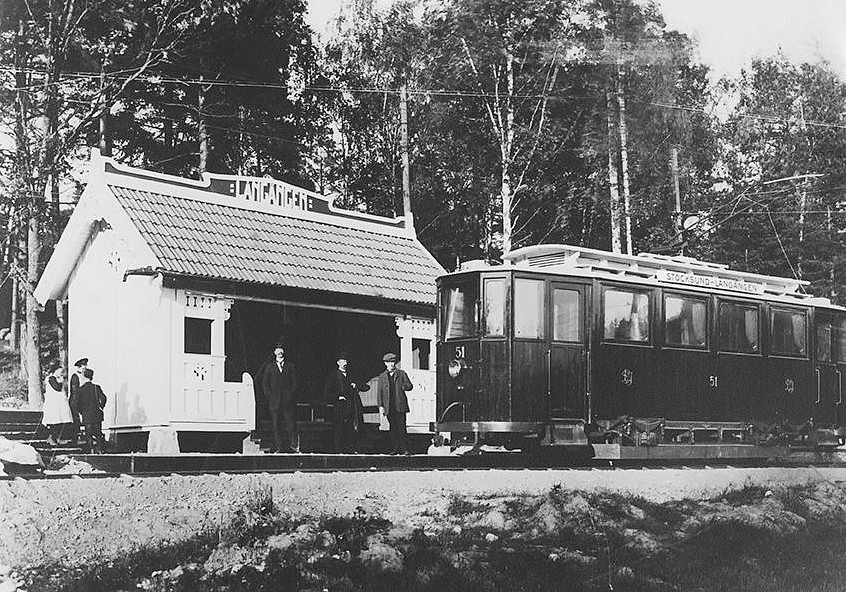
"Långängen"
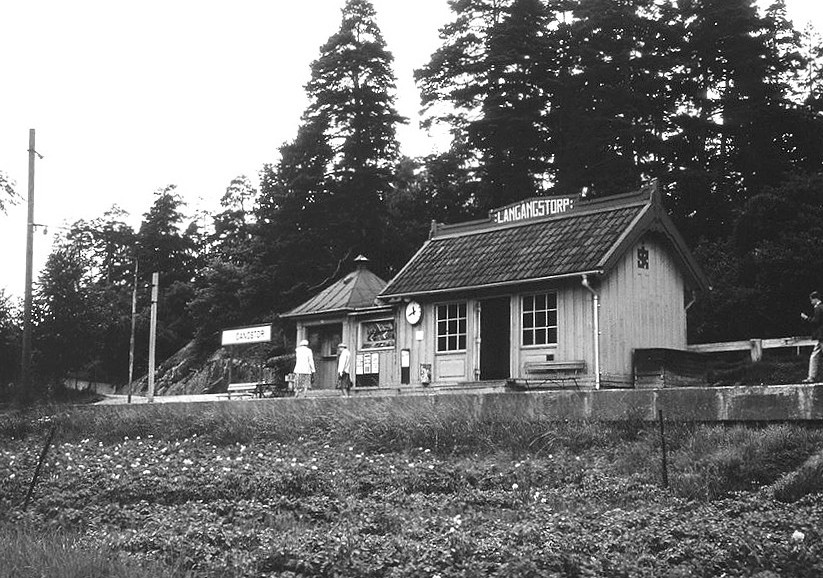
"Långängstorp"

## Omspikning till smalspår och nedläggning
Långängsbanan hade ursprungligen normal spårvidd, 1435 mm. Men i samband med att Stockholm–Rimbo Järnvägsaktiebolag valde att införliva Långängsbanan i sitt övriga linjenät, byggdes banan år 1934 om till 891 mm spårvidd, samma som Djursholmsbanan och Rimbobanan.  Att spika om en bana från normalspår till smalspår var en ovanlig åtgärd. Det skedde dessutom året efter att den första tunnelbanan, Katarinatunneln under Götgatan, för att föra in förortståg i centrala Stockholm invigts. Dvs den möjlighet som varit anledning till valet av normalspår. Sannolikt hade man insett att trafikunderlaget längs Långängsbanan aldrig skulle kunna motivera en sammanbindning med tunnelbanan. (Tunnelbanan under Sveavägen i Stockholm kom att förverkligas, men först 1952 och då för tåg västerut, samt med försvarsarbeten för en gren norrut. Idag, 2020, är även grenen mot Haga/Arenastaden under projektering.)
Men genom inspikningen, som även innefattade en omklassning av spårvägen till järnväg, blev det möjlig för SRJ att använda samma rullande materiel som på Djursholmsbanan. Man bytte rötskadade syllar och flyttade ihop rälerna. Vid slutet av 1930-talet gavs spårreservatet mot Djursholm upp och strax väster om slutstationen Långängstorp uppfördes 1947 Långängens skola. Långängslinjen förstatligades 1959 och lades ned 1966, rälsen revs upp året efter. Den gamla banvallen byggdes om till gång- och cykelväg.
Idag motsvarar sträckningen för SL:s busslinje 601, utgående från tunnelbanestationen vid Danderyds sjukhus, i stort sträckningen för Långängsbanan, inklusive den tänkta förlängningen mot Djursholm och Svalnäs. (Tunnelbanan till Stocksund/Danderyds sjukus invigdes 1978, men då som en parallell linje med Roslagsbanan öster om Brunnsviken.)

## Referenser

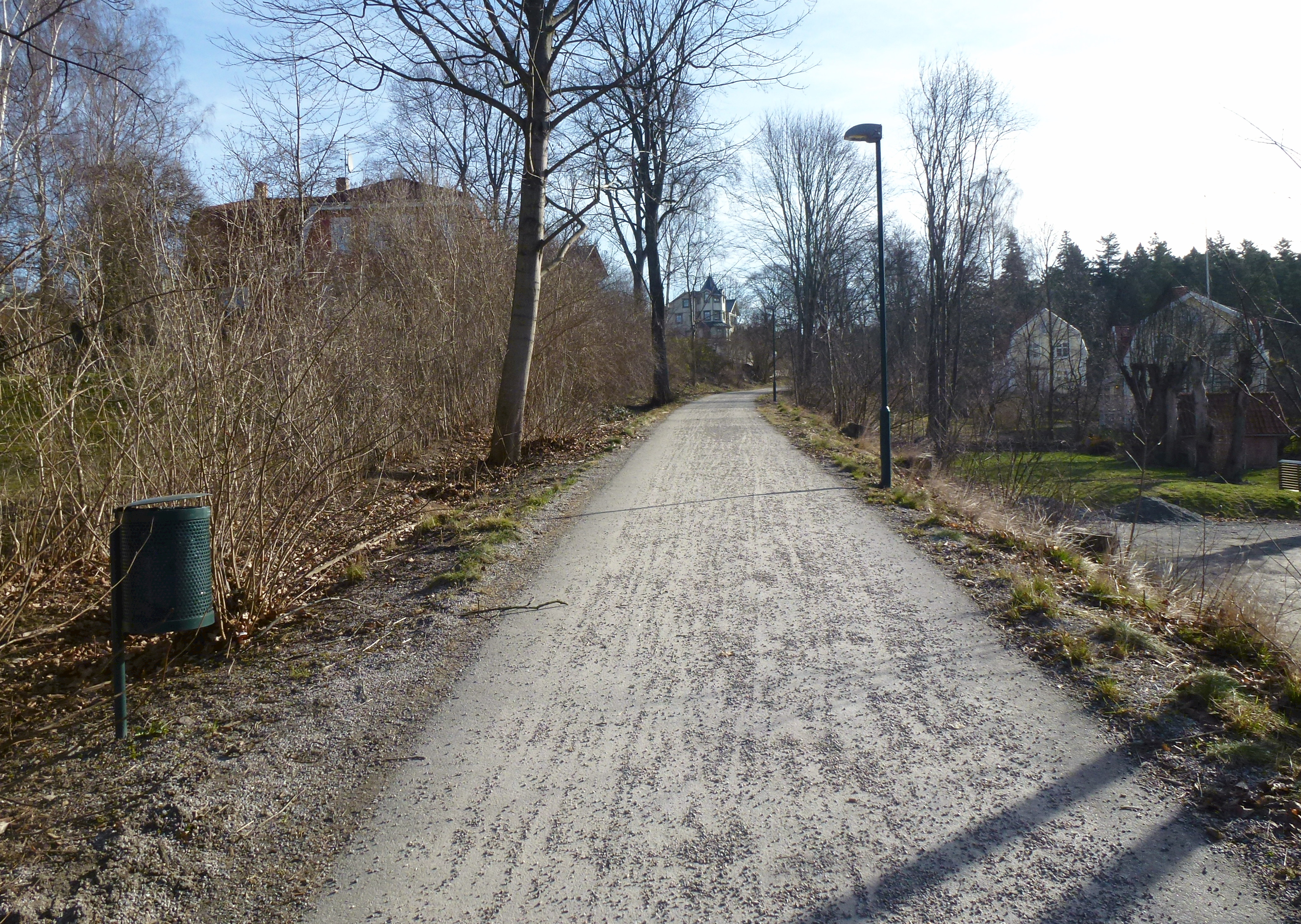
Långängsbanans gamla sträcka, nu gång- och cykelväg nedanför Stockby gård.